# Юхнівська сільська рада
| Юхнівська сільська рада — орган місцевого самоврядування у Миронівському районі Київської області з адміністративним центром у с. Юхни. Історична дата утворення: 1918 рік. Водоймища на території, підпорядкованій даній раді: річка Бутеня. Сільській раді підпорядковані населені пункти: - с. Юхни |

## Склад ради
Рада складається з 16 депутатів та голови.

### Керівний склад ради
| ПІБ                          | Основні відомості                                                              | Дата обрання | Дата звільнення |
| ---------------------------- | ------------------------------------------------------------------------------ | ------------ | --------------- |
| Пустовіт Василь Валентинович | Сільський голова, 1954 року народження, освіта, безпартійний                   | 26.03.2006   | 31.10.2010      |
| Пятенко Валентина Петрівна   | Сільський голова, 1963 року народження, освіта середня спеціальна, безпартійна | 31.10.2010   |                 |

Примітка: таблиця складена за даними джерела